# Putyvl
Putyvl (ukrajinsky Путивль; rusky Путивль – Putivl) je město v Sumské oblasti na Ukrajině. Putyvl leží na pravém břehu Sejmu, přítoku Desny, ve vzdálenosti zhruba 42 kilometrů jižně od Hluchiva a sto kilometrů na severozápad od Sum, správního střediska oblasti.

## Dějiny

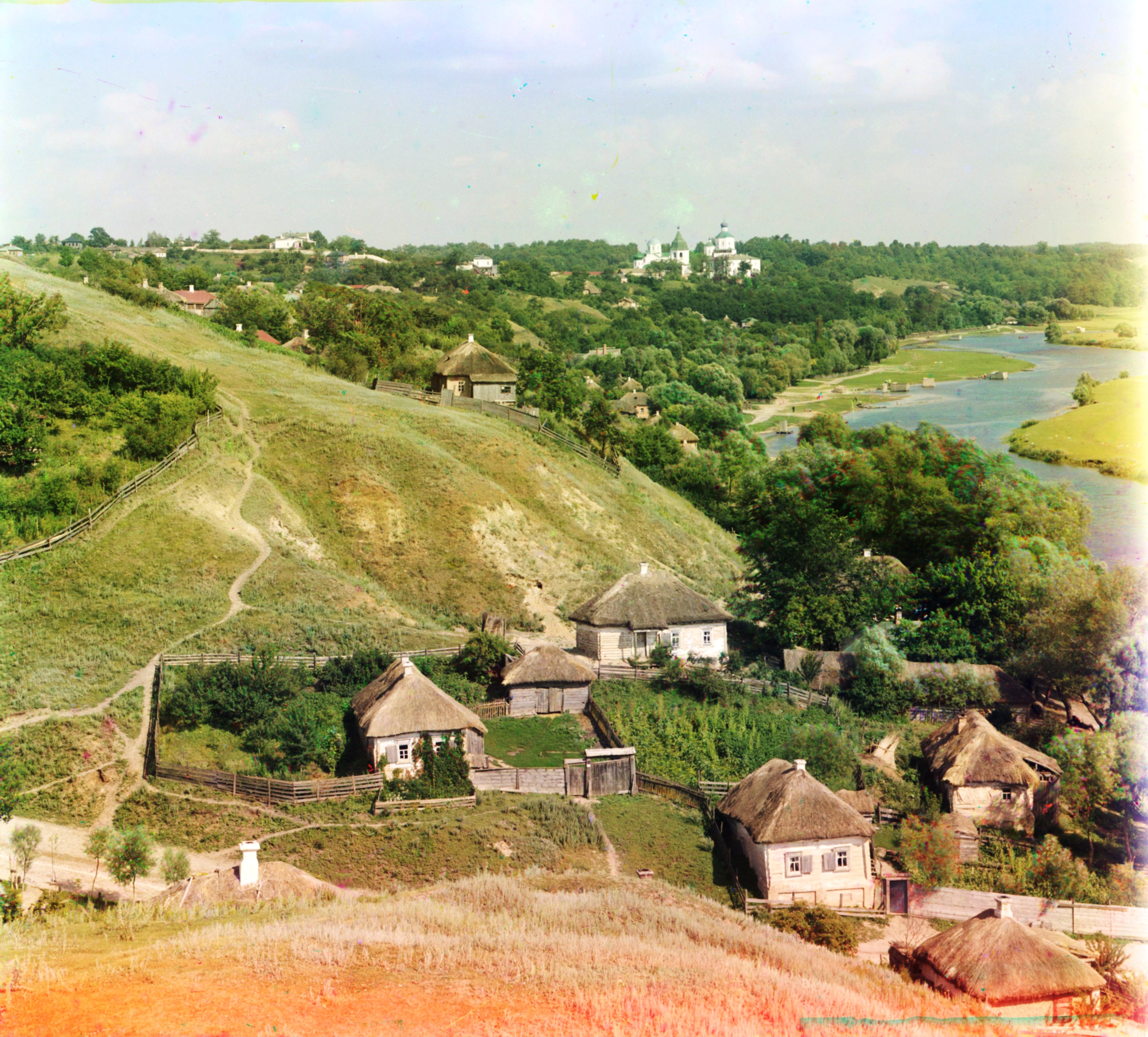
Putyvl na počátku dvacátého století

První zmínka o Putyvlu je v Ipaťjevském letopise z roku 1146. Jednalo se v té době o důležitou pevnost, o kterou usilovaly v rámci Kyjevské Rusi Černihiv i Novhorod-Siverskyj. V roce 1186 zmiňuje boj o Putyvl Slovo o pluku Igorově.
V druhé polovině dvanáctého století a na počátku třináctého století byl Putyvl samostatné knížectví. Po prohře kyjevských sil v bitvě na Irpini v roce 1321 ovšem nemohl odolat vítěznému Gediminasovi a byl začleněn do litevského velkoknížectví. Po bitvě na Vedroši se v roce 1500 stal součástí Moskevského velkoknížectví.
Během Vlády samozvanců byl Putyvl místem povstání Ivana Isajeviče Bolotnikova a krátce také základnou Lžidimitrije I.
Až do Říjnové revoluce pak patřil Putyvl do Kurské gubernie ruského impéria, pak do Ruské sovětské federativní socialistické republiky a od 16. října 1925 byl součástí Ukrajinské sovětské socialistické republiky. Za druhé světové války byl Putyvl od 10. září 1941 do 3. září 1943 okupován německou armádou.

### Vývoj počtu obyvatel
| 1857 | 1885   | 1897 | 1923 | 1926 | 1959 | 1970   | 1979   | 1989   | 2001   | 2016   |
| ---- | ------ | ---- | ---- | ---- | ---- | ------ | ------ | ------ | ------ | ------ |
| 6500 | 10 565 | 8965 | 9838 | 8002 | 8993 | 15 059 | 17 780 | 19 342 | 17 354 | 15 856 |

zdroje: 1857:
1885:;
1897–2016: 